# Аполитіріон
Аполитіріо(н) (також іноді Аполитеріо(н)) — випускний сертифікат навчального закладу середньої освіти в Греції і на Кіпрі, який отримують після успішного закінчення третього класу  ліцею. Оцінюється за 20-бальною шкалою.

## Греція

### Зміни за роки
Термінологія: Аполитіріо, Απολυτήριο (Димотика, 1976 — по теперішній час); Аполитіріон, Απολυτήριον (Катаревуса (до 1976 року)).
Система та іспити, прийняті для вступу до найвищої (грец. ανὠτατη  анотаті ) і вищої (грец. ανώτερη,  анотері ) освіти в Греції, пройшли серйозні зміни з 1980 року.

#### 1984—1998
Найбільш поширеним / відомим ліцеєм є Генеральний ліцей (грец. Γενικὀ Λύκειο, Геніко Лікейо).
У перших 2 класах всі студенти навчаються однаково. У 3-му класі студенти проходять базову програму загальної освіти і кожен  Десмі  (Α, Β, Γ, Δ) проходить спеціалізовану програму (грец. Δέσμη, Δέσμες, од.  Десмі , множ.  Десмес ).
Аполитіріо Геніко Лікейо, що включає середній бал (від 1 до 20) та інформацю о поведінці учня та складається з:
| Загальна освіта              | Десмі                                    |
| ---------------------------- | ---------------------------------------- |
| Релігія                      | Сучасна грецька мова та граматика        |
| Історія                      | Математика (A,Δ)                         |
| Демократичний режим          | Фізика (A, B)                            |
| Філософія                    | Хімія (A, B)                             |
| Англійська мова              | Біологія людини (B)                      |
| Гімнастика/Фізичне виховання | Стародавня грецька мова та граматика (Γ) |
| Сучасна грецька література   | Історія (Γ)                              |
|                              | Латинська мова (Γ)                       |
|                              | Соціологія (Δ)/Політична економія (Δ)    |

З 1984 по 1998 рік тільки загальні бали Всегрецьких іспитів (грец. Πανελλήνιες / Πανελλαδικές Εξετάσεις) приймалися до найвищої та вищої освіти, університети та політехнічні школи (вища освіта) або Технологічні освітні інститути T.E.I. (найвища освіта; згідно закону Π.Δ. 2916/2001 вважалися того ж рангу як й університети.
Загальний бал розраховувався з індивідуальних оцінок, а один з предметів мав більшу процентну вагу. Для прикладу, для A Десмі — математика, для B Десмі — біологія, і так далі.
4 Десмес (A, B,Γ, Δ) були:
| Десмі   | (Головний) Предмет 1 (вище % вага) | Предмет 2    | Предмет 3      | Предмет 4                         | Бакалаврські курси                                                      |
| ------- | ---------------------------------- | ------------ | -------------- | --------------------------------- | ----------------------------------------------------------------------- |
| A Десмі | Математика                         | Грецька мова | Фізика         | Хімія                             | -> Політехнічний, Фізично-математичний, Сільскогосподарсько-лісний      |
| B Десмі | Біологія                           | Грецька мова | Фізика         | Хімія                             | -> Медичний, Стоматологічний, Фармацевтичний, Біологічний               |
| Γ Десмі | Давньогрецька мова                 | Грецька мова | Латинська мова | Історія                           | -> Теологічний, Філософський, Юридичний                                 |
| Δ Десмі | Математика                         | Грецька мова | Історія        | Громадська економія (/Соціологія) | -> Політичних наук, Публічної адміністрації, Економічний, Соціологічний |

Студенти повинні були попередньо зробити свій вибір у порядку чисельності, використовуючи за основу минулорічні Всегрецькі іспити, лише як орієнтир, і подати їх до своєї школи на заданий термін, використовуючи 4-сторінковий документ, який може прочитати машина, (грец. μηχανογραφικό δελτίο,  міханографіко делтіо ).
Результати Національних іспитів визначали не тільки тих, хто перейде у вищу / найвищу освіту, але й були базою для наступного року.
Загальний індивідуальний бал за кожним предметом був 0–160, який був сумою 2 оцінок експертів за шкалою 0–80 кожен. Зауваження третього екзаменатора визначають остаточну оцінку, якщо існує велика різниця між першими двома оцінками.
| Всегрецькі національні іспити  | Коефіціент | Бал (шкала) |
| ------------------------------ | ---------- | ----------- |
| Головний предмет (вище % вага) | 1.15       | 0–160       |
| Інші 3 предмети                | 0.95       | 0–160       |

Максимальний загальний бал = ((160 x 1.15)+ (160 x 0.95) + (160 x 0.95) + (160 x 0.95)) x 10 = 6400 одиниць
- Одиниці: (грец. μόρια, моріа (множина)), такий же числовий формат як й бази.

По-перше, оцінки для кожного студента, а потім і бази для кожного курсу були опубліковані в кожній школі по всій країні, безпосередньо від Міністерства освіти і релігій. Бази також транслювалися на грецькому телебаченні протягом дня.
Було дозволено зберігати бали окремих предметів (до 3-х) і переглядати на іспитах, щоб збільшити загальний бал, але тільки для ще 2 іспитів.

#### 1999—2004
В Eniaio Lykeio є три класи, кожен з яких розділен на напрямки.
Першій клас Eniaio Lykeio працює як орієнтувальний рік з програмою загальних знань.
Другий клас включає три напрямки: гуманітарні (Θεωρητική ατεύθυνση), наука (ετική Κατεύθυνση) і технологія (Τεχνολογική Κατεύθυνση).
Третій клас знову має три напрямки, але технологічний напрям працює у двох курсах: i) курс технології та виробництва, та ii) курс інформаційної науки та сервіси.
В  Eniaio Lykeio  є програма підтримки викладання. У цій програмі можуть брати участь студенти, які бажають це робити, незалежно від їхньої роботи.
Участь у Eniaio Lykeio є обов'язковою для тих студентів, які хочуть продовжити навчання в грецькому університеті.
Доступ до вищої освіти (вища освіта) допускається лише за системою Eniaio Lykeio. Право на вступ мають тільки власники Аполитіріона.
Письмові іспити з дисциплін, як на рівні школи, так і на національному рівні, підраховуються еквівалентно середньому балу Аполитріона. Навпаки, для вступу у вищу освіту перевіряються лише предмети, які розглядаються на національному рівні в письмовій формі. Аполитріон повністю відривається від вступу до найвищої освіти.
| Загальна освіта (17 годин)           |
| ------------------------------------ |
| Релігійна освіта (1)                 |
| Давньогрецька мова та література (1) |
| Англійська мова (2)                  |
| Фізична освіта (1)                   |
| Сучасна грецька мова (2)             |
| Сучасна грецька література (2)       |
| Історія (2)                          |
| Математика і статистика (2)          |
| Фізика (1)                           |
| Біологія (1)                         |
| Соціологія (2)                       |

Предмети напрямку (11 годин)
| Гуманітарний напрямок    | Науковий напрямок | Технологічний напрямок A. Курс технологій та виробництва | Технологічний напрямок B. Курс інформаційної науки та сервісів |
| ------------------------ | ----------------- | -------------------------------------------------------- | -------------------------------------------------------------- |
| Давньогрецька мова (5)   | Математика (5)    | Математика (5)                                           | Математика (5)                                                 |
| Історія (2)              | Фізика (3)        | Фізика (3)                                               | Фізика (3)                                                     |
| Латинська мова (2.5)     | Хімія (2)         | Хімія-Біохімія (2)                                       | Розробка програм в комп'ютерному середовищі (2)                |
| Грецька література (2.5) | Біологія (2)      | Електронні технології (2)                                | Принципи організації, бізнес адміністрування та послуг (2)     |

| Факультативні предмети (2 години) |
| --------------------------------- |
| Друга іноземна мова               |
| Принципи економічної теорії       |
| Статистика                        |
| Логіка: теорія та практика        |
| Комп'ютерні програми              |
| Історія мистецтва                 |
| Історія науки та технології       |
| Філософські питання               |
| Сучасна грецька література        |

#### 2005—2013
Екзамени з загальнонаціонального рівня охоплюють 6–7 предметів загального ліцею (3-й клас).
Окрім диплома ліцею ( Apolytirio ) оцінка досягнень на присудженому сертифікаті (Βεβαίωση,  Bebaiosi ) враховує шкільний клас останнього року (оцінювання рівня школи) та оцінки за 6 предметами Національних іспитів.
Напрямок: 4 предмети
Загальна освіта: 2 предмети
(1: Сучасна грецька мова (обов'язкова) та 1: історія / елементи математики та статистики / біологія / фізика)

#### Тепер
Існують 3 напрямки (гуманітарні науки, економіка та інформатика, природничі науки).
Іспити на загальнонаціональному рівні включають 4 або 5 основних предметів, з якими ви бере участь в одній або двох наукових галузях.

## Прийом за кордоном
Аполитіріон може бути прийнятий у Великій Британії та інших університетах.
Незважаючи на те, що загальний бал з пангрецьких іспитів визначає вступ до вищої / найвищої освіти в Греції, середній бал Аполитіріона є найчастіше запитуваною кваліфікацією для того, щоб бути прийнятим у вищу освіту за кордоном.
Результати пангрецьких іспитів, як правило, не запитуються або називаються різними іменами, такими як «Загальні вступні іспити».